# Cage de scène
Pour les articles homonymes, voir Cage.
Dans un théâtre à l'italienne, la cage de scène désigne la partie construite face à la salle de spectacle. Elle comporte verticalement trois zones :
- la scène ou plateau, où évoluent les artistes et où les décors sont plantés. C'est la partie visible par les spectateurs pendant les représentations. Les espaces latéraux sont les coulisses. Les côtés sont nommés « cour » et « jardin » ;
- les dessous, plusieurs étages sous le plancher de scène, sont constitués d'une charpente complexe entièrement mobile pour s'adapter à toutes les manœuvres des éléments de décor. En général, la hauteur des dessous est identique à l'ouverture du cadre de scène. Les charpentes constitutives sont en bois ou en métal ;
- les cintres (ou le cintre) sont l'espace surplombant la scène au-dessus des décors, il se termine par le gril, un plancher à claire-voie recevant un grand nombre de poulies permettant la circulation des fils de manœuvre rattachés aux décors et équipements d'éclairage. La hauteur des cintres est sensiblement supérieure à celle du cadre de scène. Certains grands théâtres ont deux grils. L'Opéra Garnier à Paris comprend trois grils.

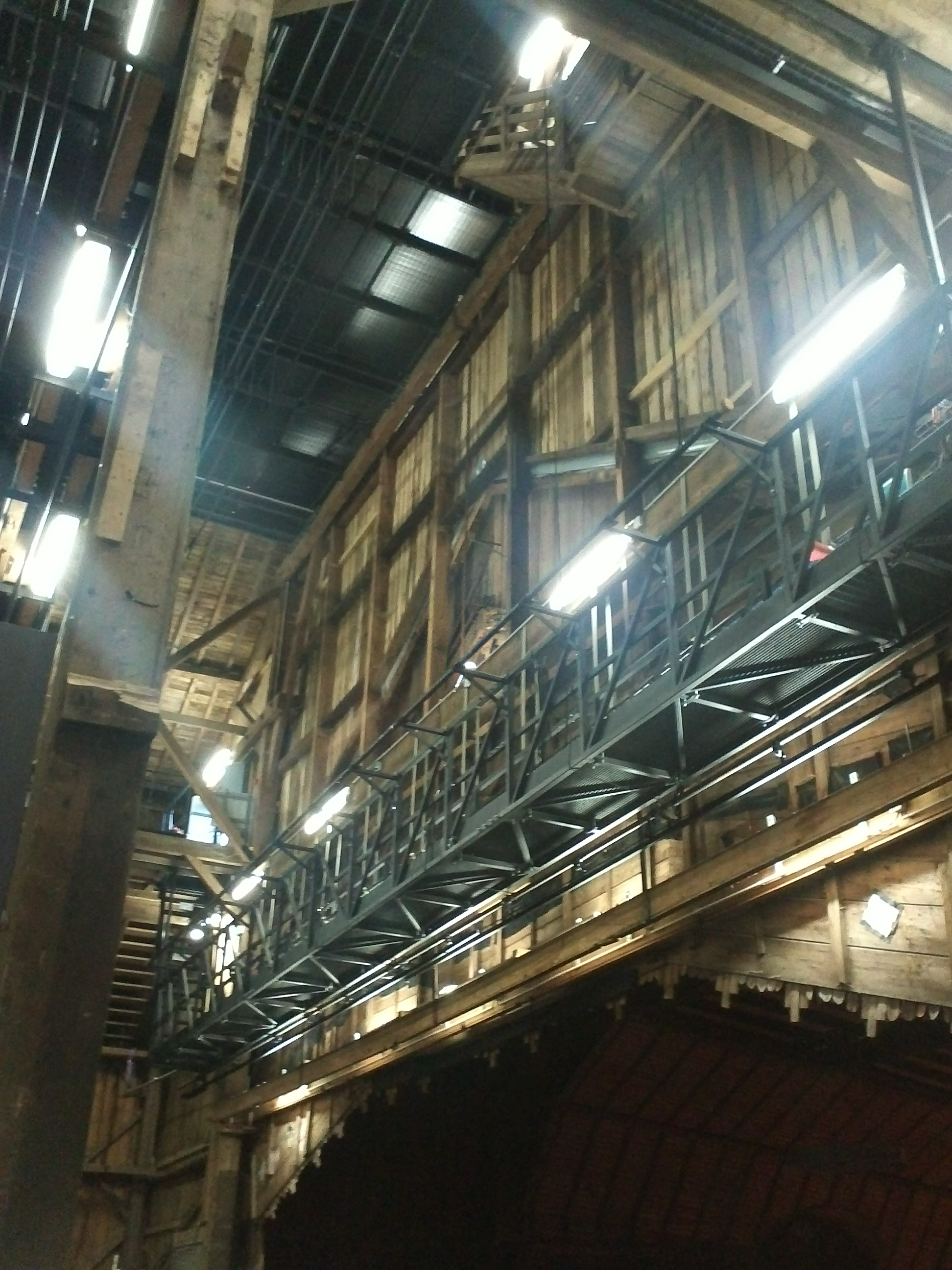
Les cintres.

La cage de scène comporte sur la totalité des murs latéraux cour et jardin, deux espaces verticaux qui sont les cheminées de contrepoids, s'élevant du dernier dessous jusqu'au gril. Ces espaces de faible largeur permettent de faire circuler verticalement les fils des équipes avec poulies et contrepoids, servant à  manœuvrer les décors, les rideaux ou les systèmes d'éclairage. Autrefois, ces manœuvres étaient faites dans les dessous et sur le gril au moyen de gros treuils en bois, les « tambours ». Aujourd'hui, la motorisation tend à remplacer ces mécanismes. On trouve aussi dans les cintres plusieurs passerelles de service adossées aux « cheminées », elles permettent aux machinistes et électriciens de manœuvrer les équipes.
Sur la scène, l'accès se fait par des portes métalliques dont une porte d'entrée pour les décors.
Au sommet de la cage de scène, au-dessus du gril, est installé le « grand-secours », un système de lutte contre l'incendie à eau sous forte pression permettant un arrosage automatique inondant tout le volume scénique.
Pour des raisons de sécurité, la cage de scène peut être hermétiquement séparée de la salle par un rideau de fer coupe-feu d'une seule pièce, pesant plusieurs tonnes, coulissant dans des guides fixés au mur de face à l'avant-scène.